# Rochambeau (paquebot)
Pour les articles homonymes, voir Rochambeau (homonymie).
Le Rochambeau est le deuxième paquebot dit « à classe unique » de la Compagnie générale transatlantique. Il entre en service en septembre 1911 sur la ligne Le Havre—New York. C'est une version agrandie du paquebot Chicago, mis en service trois ans plus tôt.
En décembre 1914, un attentat à la bombe (34 kg de dynamite) au départ de New-York est "déjoué". Un des instigateurs allemands se dénonce à la police.
Entre 1915 et 1918, il assure un service régulier entre Bordeaux et New York (en raison de la Guerre, la tête de ligne a été déplacée du Havre à Bordeaux). 
Pendant la bataille de l'Atlantique (1917), il est commandé par le capitaine Dominique Charles Sous, puis le capitaine Dominique Juham. Il est armé de canons à l'avant et à l’arrière pour se défendre contre les U-boats allemands.
Le Rochambeau se trouvait, le 30 avril, à l’embouchure de la Gironde, lorsque les canonniers du bord s’aperçurent qu’une torpille venait d’être lancée à une distance de 700 à 800 m contre le navire. Presque aussitôt, ils tirèrent plusieurs coups de canon sur le point d’où paraissait être parti l’engin. Le paquebot de 17000 tonnes marchait à 19 nœuds. Le commandant s’étant immédiatement rendu compte du danger que courait son navire put, par une manœuvre habile, éviter la torpille qui passa à 8 mètres sur l’arrière. De leur côté, les canonniers continuèrent à tirer afin de protéger le navire dont la marche ne fut interrompue par aucun autre incident. Personne ne vit de sous-marin. Tous les membres de l’équipage conservèrent leur sang-froid. Il n’y eut pas de panique chez les passagers qui restèrent sur le pont pour suivre de l’œil la torpille qui continua sa route pendant plus de 1000 m. 
Il est ensuite modernisé en 1926. Les travaux incluent la pose de vitrages à l’avant du pont-promenade. Il est démoli à Dunkerque en 1934.
Après la Première Guerre mondiale, le paquebot se trouve sous le commandement de Louis Leprêtre, avec pour commissaire de bord Roger Le Fur.
Le 14 juin 1931, dans la brume autour d'Ouessant, le Rochambeau rentre en collision avec le cargo italien Ungheria. Le cargo coule, mais les 29 hommes d'équipage sont secourus. Les dégâts sont minimes pour le Rochambeau, mais il retourne au Havre.